# Дом полицмейстера А. Казачка (Кременчуг)
Дом полицмейстера А. Казачка — одно из немногих сохранившихся дореволюционных зданий Кременчуга (Полтавская область, Украина). Здание является памятником архитектуры города, в нём располагается городской отдел здравоохранения.

## История
Здание было построено в конце XIX—начале XX века на улице Петровской (ныне улица Игоря Сердюка). В тот период на улице селилась городская знать: купцы, представители Городской думы, чиновники. Полицмейстер Казачек, занимавший важный пост, также поселился на этой улице, выстроив для себя особняк в стиле модерн. 
В 1930-х годах в здании располагался отдел НКВД (согласно другим источникам, отдел располагался в бывшем доме кондитера Силаева, расположенном на той же улице).
Во время Второй мировой войны застройка улицы была практически полностью уничтожена, однако бывший дом полицмейстера уцелел. В нём разместилась поликлиника для ветеранов войны. Ныне в здании расположен городской отдел здравоохранения. Здание включено в список памятников архитектуры города.